# 林查理
查尔斯·里格斯（英語：Charles Henry Riggs，中文名林查理，1892年2月6日—1953年3月13日），金陵大学农学院教授。南京大屠杀期间，任南京安全区国际委员会成员。

## 生平
林查理生于土耳其，1914年毕业于俄亥俄州立大学。1916年夏受公理会差遣前往中国，至南京学习语言，1917年至邵武，与福益华合作建立农场。1932年至金陵大学主持农艺系农具组（后改为农业工程学组），开设农业工程学课程。
1937年金陵大学西迁成都，林查理与史迈士、贝德士等人组成留守委员会留校看守。南京大屠杀期间，任南京安全区国际委员会成员。1939年，林查理返回美国，三个月后来到成都的金陵大学，继续执教，并帮助中国军队制造织布机。
1945年回到美国，加入联合国善后救济总署的中国农场-商店项目（Farm Shop Program for China），在华盛顿工作。1946年，在联合国善后救济总署位于上海的工厂工作，同时在金陵大学执教。
1951年3月，因朝鲜战争被迫离开中国，5月到达纽约，7月接受了喉部手术，但并未康复，1953年3月去世。

## 家庭
- 祖父：伊利亚斯·里格斯（英语：Elias Riggs）
- 父：C. W. Riggs
- 妻：Grace Frederick